# Sônia Mamede
Sônia de Almeida Mamede, mais conhecida como Sônia Mamede (Rio de Janeiro, 4 de julho de 1936 — Rio de Janeiro, 25 de abril de 1990) foi uma atriz e vedete brasileira.

## Biografia
Aos 18 anos, ingressou na carreira artística pelo teatro de revista, na companhia de Zilco Ribeiro, a qual também pertenciam atores como Consuelo Leandro e Agildo Ribeiro. Sua estreia foi na peça Carnaval de 53. Quatro anos e vários espetáculos depois – entre eles, Brasil 3000, de Haroldo Barbosa, no qual se destacou pela primeira vez –, a atriz estreava em seu primeiro papel importante no cinema, pelas mãos do diretor Carlos Manga, em Garotas e Samba, da Atlântida (antes disso, ela fez um único filme, um papel coadjuvante em Sai de Baixo, de 1956, dirigido por J.B. Tanko).
Primeira comédia brasileira em Cinemascope, Garotas e Samba era uma versão do filme americano Como Agarrar um Milionário (1953), um sucesso de Jean Negulesco.
Na Atlântida, destacou-se como atriz cômica em diversos outros filmes, como De Vento em Popa (1957), É a Maior (1958), Esse Milhão É Meu (1959) – este com seu primeiro marido, o diretor Augusto César Vannucci –, Pintando o Sete (1960), O Palhaço o que É? (1960) e Cacareco Vem Aí (Duas Histórias) (1960), todos dirigidos por Carlos Manga. Ao longo da carreira, atuou em 15 filmes – quase todos comédias, à exceção de seu último, Brisas do Amor (1982), um drama de Alfredo Sternheim. Em boa parte destas comédias, contracenou com Oscarito e consolidou o tipo caipira nordestina. Foi encarnando este papel que, em 1960, investiu na música, gravando para a RGE a canção Maria Chiquinha, que, com uma letra maliciosa, fez um grande sucesso na época.
Paralelamente, Sônia Mamede também se dedicava ao teatro: Entre o fim dos anos 1950 e a década seguinte, ela atuou, entre outros, na revista como Bom Mesmo É Mulher, de J. Maia, Max Nunes e Meira Guimarães, e em Peguei um Ita no Norte, musical idealizado por Maurílio Castro e inspirado na obra do compositor Dorival Caymmi. Em 1978, destacou-se no papel da Graúna na comédia Revista do Henfil, baseada na obra do quadrinista, cartunista, jornalista e escritor Henrique de Sousa Filho, o Henfil.
Ainda no início dos anos 1960, estreou na televisão, na extinta TV Rio, onde trabalhou nos programas Noites Cariocas e Praça Onze. Em seguida, foi para a TV Globo, estreando em Oh, que Delícia de Show, programa de variedades criado por Max Nunes e Haroldo Barbosa. Nele, pela primeira vez, encarnou a personagem que a tornaria famosa na televisão: A grã-fina Ofélia, uma mulher burra, que fazia o marido Fernandinho (Lúcio Mauro) morrer de vergonha. Sônia Mamede se consagrou com o personagem no programa Balança mas Não Cai, que estrearia em 1968 – uma versão televisiva do grande sucesso da Rádio Nacional nos anos 1950. No Balança mas Não Cai, o quadro de Ofélia e Fernandinho acabou se tornando um dos mais populares.
Sônia Mamede ainda participou de outros humorísticos da emissora. Em 1972, esteve em UAU, a Companhia, programa com forte influência do Balança mas Não Cai, que apresentava uma companhia teatral, com uma sequência de quadros que abordavam um tema fixo por semana. No ano seguinte, participou de Satiricom, programa que fazia uma sátira aos meios de comunicação – brincava com novelas, jornalismo, programas de rádio, clássicos do cinema, programas de auditório etc –, dividido em quadros de dois minutos. Também atuou em Planeta dos Homens, programa de sucesso da TV Globo, de sátira de costumes e crítica social. Também fez participações em Chico City – como a mulher do personagem Pantaleão, de Chico Anysio – e em Os Trapalhões.
Em 1981, fez sua primeira e única novela, Jogo da Vida, de Sílvio de Abreu, inspirada em um conto homônimo de Janete Clair. Ainda na dramaturgia, integrou o elenco de O Prodígio, episódio do Caso Especial exibido em 1983, com texto de Alcione Araújo.

## Vida pessoal
Em 1985 a atriz foi diagnosticada com leucemia e se afastou da carreira.
Sônia faleceu no dia 25 de abril de 1990, no Hospital Samaritano, no Rio de Janeiro, após cinco anos lutando contra este câncer, agravado por uma meningite. Ela foi internada às pressas no dia 22, e não resistiu. O enterro foi realizado no mesmo dia no Cemitério Parque Jardim da Saudade, em Jacarepaguá.
A atriz deixou viúvo seu segundo marido, Gleidson, com quem estava casada desde 1965, e seus dois filhos, o mais velho fruto de seu primeiro casamento com o ator Augusto César Vanucci, com quem foi casada de 1956 a 1960.

## Filmografia

### Cinema
| Ano  | Título                     | Papel            |
| ---- | -------------------------- | ---------------- |
| 1957 | Garotas e Samba            | Zizi             |
| 1957 | De Vento em Popa           | Mara             |
| 1957 | Sai de Baixo               | Jovem            |
| 1958 | É a Maior!                 | Rosa Flor        |
| 1958 | Esse Milhão é Meu          | Arlete           |
| 1959 | Aí Vem a Alegria           | Marly            |
| 1959 | O Cupim                    | Geni             |
| 1959 | O Palhaço O Que É?         | Lídia            |
| 1959 | Pintando o Sete            | Zilá             |
| 1960 | Duas Histórias             | Maria do Socorro |
| 1971 | Assalto à Brasileira       | Júlia            |
| 1971 | Jesus Cristo Eu Estou Aqui | Zefa             |
| 1975 | Assim Era a Atlântida      | Ela Mesma        |
| 1977 | A Árvore dos Sexos         | Dona Natália     |
| 1977 | Elas São do Baralho        | Angélica         |
| 1983 | Insaciável Desejo da Carne | Lídia            |

### Televisão
| Ano  | Título                               | Papel              | Notas                 |
| ---- | ------------------------------------ | ------------------ | --------------------- |
| 1961 | Noites Cariocas                      |                    |                       |
| 1967 | Oh, Que delícia de Show              | Grã-fina Ofélia    |                       |
| 1968 | Balança Mas Não Cai                  | Ofélia             | 1968-1971             |
| 1972 | Uau, a Companhia                     | Vários personagens |                       |
| 1973 | Chico City                           | Vários personagens | 1973-1975             |
| 1973 | Satiricom                            | Vários personagens | 1973-1975             |
| 1976 | Planeta dos Homens                   | Vários personagens | 1976-1980             |
| 1977 | Os Trapalhões                        | Vários personagens | 1977-1980             |
| 1980 | Vinicius para Crianças - Arca de Noé |                    |                       |
| 1981 | Jogo da Vida                         | Odete              |                       |
| 1982 | Chico Anysio Show                    | Vários personagens | 1982-1985             |
| 1982 | Balança Mas Não Cai                  | Ofélia             | 1982-1983             |
| 1983 | Caso Especial                        | Filomena           | (episódio:O Prodígio) |
| 1984 | Aventura no Corpo Humano             | Professora         |                       |